# Катайськ (присілок)
Катайськ (рос. Катайск) — присілок у складі Сладковського району Тюменської області, Росія.
Населення — 169 осіб (2010, 210 у 2002).
Національний склад станом на 2002 рік:
- росіяни — 95 %